# Cristina Yang
Cristina Yang, M.D., PhD, F.A.C.S é uma personagem fictícia da série de televisão de drama médico Grey's Anatomy, exibida pela American Broadcasting Company (ABC) nos Estados Unidos. A personagem foi criada pela produtora da série Shonda Rhimes e é interpretada pela atriz Sandra Oh. Introduzida como interna cirúrgica no fictício Seattle Grace Hospital, Yang subiu ao nível de residente, tornando-se uma cirurgiã cardiotorácica, enquanto seu relacionamento com os colegas Meredith Grey (Ellen Pompeo), George O'Malley (T.R. Knight), Izzie Stevens (Katherine Heigl) e Alex Karev (Justin Chambers) formaram um ponto focal da série. Yang, no início da série, ficou noiva de Preston Burke (Isaiah Washington), no passado teve um relacionamento com o renomado cirurgião e mentor Colin Marlow, e casou-se com Owen Hunt (Kevin McKidd).
Oh originalmente fez o teste para o papel de Miranda Bailey, porém Chandra Wilson foi escalada para o papel. Oh recebeu críticas positivas por seu personagem, com Mark Perigard, do Boston Herald, considerando sua amizade com Meredith como "o núcleo secreto de Grey's". Oh também recebeu inúmeros prêmios e indicações por seu papel como Yang, incluindo vitórias no Globo de Ouro e no Screen Actors Guild Award em 2006. Além disso, ela foi indicada ao Prêmio Primetime Emmy de Melhor Atriz Coadjuvante em uma série dramática a cada ano, de 2005 a 2009. Caracterizando o personagem, a ABC observou sua competitividade, ambição e inteligência como suas principais características, enquanto sua atitude agressiva foi destacada como sua principal fraqueza. Em maio de 2012, o E! Online relatou que Oh havia assinado por mais dois anos, junto com seus colegas de elenco. Oh deixou o programa após a 10ª temporada, e a história da sua personagem, Cristina Yang, foi escrita fora da tela, sendo citada várias vezes, porém sem aparecer.

## História
Cristina Yang é apresentada como graduada no Smith College e como interna cirúrgica assim como Meredith Grey (Ellen Pompeo), Izzie Stevens (Katherine Heigl), George O'Malley (T.R. Knight) e Alex Karev (Justin Chambers); os cinco trabalhando com a residente Miranda Bailey. Yang sendo competitiva e de ascendência coreano-americana, ela primeiro desejou se tornar médica após um acidente de carro na infância que matou seu pai. Yang foi criada em Beverly Hills, Califórnia, por sua mãe e padrasto. Ela é bacharel em artes pela Smith College, doutora em medicina pela Stanford University e Ph.D. pela Universidade da Califórnia, Berkeley, fazendo dela uma "dupla médica". Enquanto seu pragmatismo emocional, perfeccionismo competitivo e natureza lógica levam muitos a vê-la como um "robô" cruel, Cristina se dá bem com Meredith no primeiro dia e as duas logo se tornam melhores amigas e a "pessoa" uma da outra, compartilhando o mesmo senso de humor "sombrio e sinuoso".
Durante seu internato, Cristina mantém escondido um relacionamento com o chefe da cirurgia cardiotorácica Preston Burke (Isaiah Washington), que leva a uma gravidez acidental. Yang agenda um aborto sem lhe contar sobre a gravidez devido ao comportamento de Burke em relação à falta de status de relacionamento. No entanto, Yang experimenta uma gravidez ectópica e Burke descobre a gravidez após o rompimento de uma trompa de Falópio. Na sala de cirurgia, Burke e Yang retomam seu relacionamento após o aborto. Tempos depois Burke leva um tiro e precisa de cirurgia. Depois da cirurgia ele desenvolve um tremor na mão, e Yang o ajuda a encobri-lo, formando uma parceria secreta na qual ela realiza a maioria de suas cirurgias. Yang inicialmente nega envolvimento durante um confronto, mas depois confessa tudo a Richard Webber (James Pickens Jr.), chefe de cirurgia. As ações de Yang comprometem as chances de Burke de se tornar o próximo chefe, o que ele vê como uma enorme traição. Após um breve rompimento, Yang quebra o silêncio e Burke propõe o casamento, que Yang aceita após oito dias de hesitação. Quando chega o dia do casamento, Yang entra em pânico antes que ela esteja andando pelo corredor, mas Burke a deixa porque ele não tinha certeza se ela estava pronta para começar uma vida com ele. Burke então desaparece e não é visto novamente até mais tarde na série. Yang então passa a lua de mel no Havaí com Meredith para se recuperar, e quando retornam elas descobrem que Burke desapareceu e que foi transferido para um hospital diferente.
Yang conhece Owen Hunt (Kevin McKidd), um cirurgião de trauma do exército quando ele a salva de um esfaqueamento no estômago causado por um gelo que caiu nela do lado de fora do hospital. Os dois são imediatamente atraídos um pelo outro e compartilham um breve beijo. Owen Hunt é mais tarde é contratado como chefe de cirurgia de trauma do Seattle Grace e ele e Yang começam um flerte. Yang cresce emocionalmente quando ela decide apoiar Meredith em seu relacionamento com Derek Shepherd (Patrick Dempsey), apesar de suas dúvidas lógicas sobre seu poder de permanência, e começa a ser mais emocionalmente aberta com Hunt. No entanto, Hunt reprimiu as memórias de seu tempo no Iraque que causou sua TEPT, o que faz com que ele se comporte de forma irregular, e até ataque e estrangule Cristina enquanto ela dorme. Yang tenta ser emocionalmente favorável, mas termina o relacionamento, pois ela tem medo de dormir ao lado dele. Cristina perde a chance de ser a primeira residente a realizar uma cirurgia solo, apesar de ter sido escolhida por unanimidade pelos cirurgiões. Quando Izzie Stevens descobre seu câncer com risco de vida, Yang é quem ela confia sobre seus outros amigos devido à capacidade de Yang de permanecer emocionalmente distante. Yang salva a vida de Izzie criando um plano de tratamento e forçando Izzie a contar a seus amigos seu diagnóstico. Hunt começa a ver um terapeuta, e Yang confessa seu amor por ele. O casal inicia um relacionamento provisório, dificultado pelo progresso terapêutico de Hunt e seu comportamento profissional quente e frio, em que ele frequentemente ignora ou penaliza Yang para evitar a aparência de favoritismo.
Hunt contrata a ex-colega do Exército, Teddy Altman (Kim Raver), para se tornar o chefe da cirurgia cardiotorácica como um "presente" para Yang, depois que ela falha por não ter um novo chefe de cardio. Yang não se impressiona com Altman, por ela não ter nada publicado e nem ser famosa, mas sua calma proficiência e crença nas habilidades de Yang a conquistam. Um conflito surge no trio devido aos sentimentos reprimidos de Altman e Hunt um pelo outro. Altman decide renunciar ao seu lugar como chefe temporária de cardio por causa de seus sentimentos por Hunt. Devastada pelo golpe em sua educação e pelo potencial deprimente de retornar ao seu estado sem direção anterior, Yang implora para que Altman fique e a ensine, oferecendo terminar com Hunt e o entregar para ela em troca. Hunt inconscientemente tenta sabotar a educação de Yang e os dois se separam novamente depois que ele é incapaz de decidir entre as duas mulheres. Depois de ser baleado por Gary Clarke, um viúvo em luto que comete assassinato em massa no hospital, Cristina opera Derek com uma arma apontada na sua cabeça, e salva sua vida. O atirador também fere Hunt e ele por sua vez é operado por Meredith enquanto Yang salva o marido de Grey. Após o ataque ao hospital, Hunt e Yang impulsivamente decidem se casar e Yang sofre de TEPT grave e é incapaz de suportar ficar sozinha. Yang passa os primeiros dias de seu casamento em choque e se escondendo na casa de Meredith.
Por ter um TEPT grave e por não poder mais fazer seu trabalho corretamente, Cristina desiste da medicina e começa a trabalhar como bartender e, eventualmente, promove uma festa de inauguração. Derek ajuda Cristina emocionalmente, e ela decide ir trabalhar depois de ajudar a vítima de um tiroteio na escola. Yang descobre que está grávida do filho de Owen e decide fazer um aborto e embora Hunt a acompanhe ao aborto, ele está extremamente zangado com a decisão dela, pois o sonho dele é ter uma família; esposa e filhos.
Yang opera Henry Burton (Scott Foley), marido de Teddy, mas ela não sabe a sua identidade. Quando a cirurgia falha e ele morre, Yang fica arrasada ao saber da identidade de seu paciente. Altman de início não aceita a morte de seu marido, mas com o tempo ela cai em si e perdoa Yang forçando-a a perceber que ela fez todo o possível. A orientação de Yang vinda de Altman é punitiva às vezes, e Altman enfatiza brutalmente que Yang deve aprender a ter paciência, compaixão e o básico sobre as cirurgias chamativas que Yang prefere. A tutela de Altman é bem-sucedida e Yang evolui para uma cirurgiã consciente e completa, por causa disso. Altman permite que Yang elabore uma lista de desejos das cirurgias dos sonhos a serem realizadas antes que Altman renuncie e siga em frente.
Yang e Hunt se distanciam um do outro enquanto continuam brigando pelo aborto, apesar de frequentarem o aconselhamento matrimonial. Hunt trai Cristina, durante uma noite, com a amiga de um paciente, deixando Yang com o coração partido. Ela decide seguir em frente, insegura de seu futuro com ele. Quando o final do quinto ano de residência está próximo, os residentes de cirurgia, incluindo Yang, se preparam para seus exames médicos e para as diferentes bolsas que planejam ingressar. Depois que ela passa nos exames, Yang se reconcilia com Hunt e diz que estará deixando Seattle para ir trabalhar na Clínica Mayo, em Minnesota.
Yang, Meredith, Shepherd, Arizona Robbins (Jessica Capshaw), Mark Sloan (Eric Dane) e Lexie Grey (Chyler Leigh) se envolvem em um acidente de aviação enquanto estão a caminho de Boise, Idaho, para realizar cirurgias em gêmeos siameses. Devido à queda, Lexie morre, Mark sucumbe aos ferimentos depois que eles são resgatados e morre no Seattle Grace, Arizona tem uma perna amputada e Derek desenvolve um tremor em uma de suas mãos . Após o resgate, Yang, traumatizada, tem uma breve psicose reativa que provoca explosões violentas e a deixa sem resposta. Yang deixa Seattle para se tornar uma cirurgia cardiotorácica e vai, como planejado, com a Clínica Mayo, mas tem dificuldades em se adaptar à forma de trabalhar de seus novos colegas. Lá ela desenvolve uma amizade com um cirurgião cardiovascular quase aposentado, Craig Thomas (William Daniels), ela o provoca diariamente principalmente com comentários sobre sua velhice. Ela também começa um caso com o chefe da cirurgia, Dr. Parker (Steven Culp), que tem problemas com Thomas. Depois que Thomas morre de ataque cardíaco, Yang retorna para Seattle.
Cristina é recontratada e Owen pede o divórcio mas Cristina quer se reconciliar. Chocada, Cristina concorda, mas depois descobre que o potencial conflito de interesses em relação ao processo de queda de avião foi um motivo fundamental por trás do pedido de Owen e o confronta. Owen diz a ela que ele 'se sente responsável' e ficou preocupado quando pensou que ela estava morta. Eles têm um relacionamento sexual após o divórcio. O hospital é processado e considerado culpado de negligência. Os médicos sobreviventes, incluindo Yang, devem receber US $ 15 milhões em compensação cada, o que leva o hospital a quase falência. Yang, Callie Torres (Sara Ramirez) e os outros médicos sobreviventes compram o hospital com a ajuda da Fundação Harper Avery para impedir que ele se feche, e cada um se torna membro do novo conselho diretor. Depois de comprar o hospital, Yang percebe que ela foi feita para a sala de cirurgia e termina com Owen porque ele ainda quer filhos e ela ainda não.
Depois de terminar com Owen, Cristina continua a se destacar na cirurgia. Embora apoie a escolha de Meredith de ser mãe, Cristina ressalta o fato de que isso prejudicou a carreira e o julgamento clínico de Meredith e isso causa uma tensão na amizade delas. Grey tenta alcançar profissionalmente um teste de pesquisa, mas a tensão aumenta quando Cristina rouba os recursos de Grey. Quando o Dr. Shane Ross, residente do segundo ano, a defende para Meredith, Cristina o beija. Mais tarde, eles começam a dormir juntos, além de se tornar sua mentora e transmitir as habilidades aprendidas com Altman. O projeto de Cristina é imensamente bem-sucedido e ela é informada de que poderia ser considerada para o prêmio Harper Avery pela impressão em 3D de um eletroduto cardíaco.
Cristina é nomeada para o prêmio Harper Avery e é uma forte candidata, no entanto, ela não vence devido ao seu relacionamento com a Fundação Harper Avery, que é proprietária do hospital. Cristina vai fazer uma palestra em um hospital em Zurique, na Suíça, que é dirigido por Preston Burke, que construiu seu próprio hospital após ter ganho o Harper Avery anos atrás. Ele oferece a Cristina seu emprego como chefe do hospital, para que ele possa passar mais tempo com sua esposa e filhos.
Cristina aceita a oferta e entrevista candidatos para substituir sua posição no hospital, incluindo Maggie Pierce. Cristina transfere suas ações do hospital para Alex Karev e recomenda que ele assuma o assento dela no conselho.
No final da 10ª temporada, ela se despede de seus colegas de trabalho que ela conheceu e adorou, incluindo Owen e Meredith. Cristina e Meredith compartilham momentos especiais relembrando todos os horrores pelos quais passaram e dançando uma última vez. Cristina parte para Zurique com Shane Ross, que decide abandonar o Grey Sloan para estudar com ela na Suíça.

## Desenvolvimento

### Casting e criação

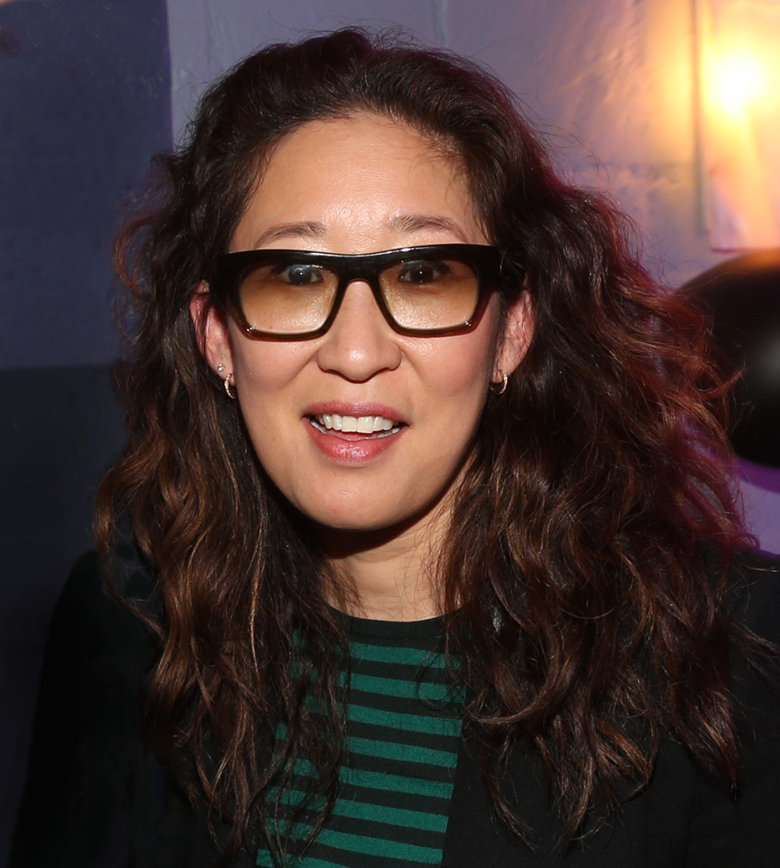
O personagem de Sandra Oh não deveria ser de ascendência asiática.

Na criação de Yang, Shonda Rhimes disse que a personagem continha "um pouco de sua personalidade". Falando com a apresentadora de talk show Oprah Winfrey, Rhimes disse: "Cristina ficou em segundo lugar, simplesmente porque ela é o tipo de mulher que eu conheço muito bem, e eu gosto dela. Há algo interessante em uma pessoa que é tão motivada, um pouco desconectada emocionalmente, mas ainda uma pessoa carinhosa, doce e inteligente com a qual você pode ser amigo." Sandra Oh, inicialmente fez o teste para o personagem de Bailey, acrescentando: "Graças a Deus eu não entendi essa parte", explicar que o programa não seria o mesmo sem a colega de elenco Wilson. Discutindo sobre Oh como Yang, Rhimes disse: "Ela trouxe essa energia que parecia muito fresca. Desde o começo, tenho moldado Cristina em torno de Sandra um pouco. Uma das minhas coisas favoritas a fazer é tirar o máximo de seu diálogo de uma cena possível, porque ela faz muito de maneira não-verbal. Então eu apenas assisto o que ela consegue fazer sem ter uma palavra a dizer."
Em 2009, quando perguntada por que Oh se inscreveu para Grey's Anatomy, Oh disse:
"Estou muito orgulhosa desse show e acho que ele apareceu na hora certa para mim. É um momento de mudança na televisão porque, cinco ou dez anos atrás, você não teria um grande programa na rede onde metade do elenco não era branco."
O contrato original de Oh com o show expirou após a oitava temporada, no entanto, E! Online informou em maio de 2012 que Oh, assim como todos os membros originais do elenco, havia assinado mais dois anos.

### Caracterização
A American Broadcasting Company (ABC) caracterizou Yang como "competitiva", "ambiciosa" e "inteligente", além de observar suas fraquezas: "mandona" e "agressiva". Oh disse sobre sua personagem: "Eu sempre tentei interpretar Cristina com uma tremenda quantidade de foco e ambição - que é a realidade para uma cirurgiã. Quero dizer, na vida real, não há muitos deles. Mas os que você encontra estão no topo do jogo deles." James Pickens Jr., que interpreta o Dr. Webber, disse: "Esse próprio personagem estabeleceu um padrão em termos de como encaramos as mulheres milenares: independentes, porém vulneráveis, seriamente competitivas e atenciosas". Rhimes se referiu à relação de Yang com Burke pelo portmanteau "Burktina", citando "Losing My Religion" como um de seus episódios favoritos, porque mostra a evolução deles desde o início da segunda temporada até o fim.

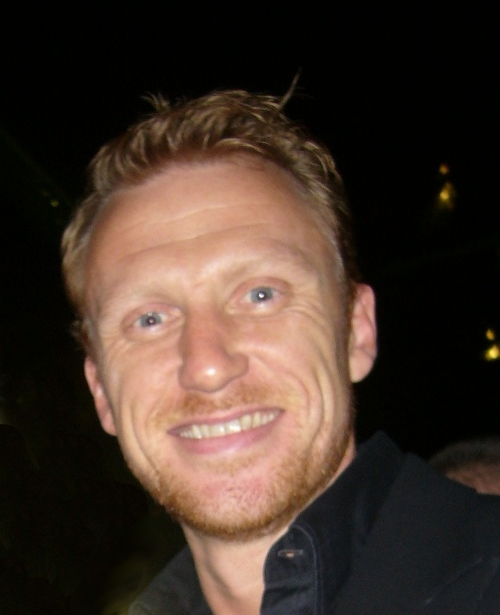
O personagem de Kevin McKidd foi apresentado como um interesse amoroso por Yang.

Rhimes comentou: "[Vemos] sua luta para suprimir toda a humanidade em busca da perfeição. E, em minha opinião, o que percebemos é que ela não é fria. Ela está aterrorizada. Com medo de que, se deixar suas emoções escaparem, elas irão dominá-la e ela se machucará. E você não pode odiá-la. Porque é algo tão incrivelmente humano e compreensível." A amizade de Yang com Meredith foi encarada como "irmandade", e Yang se referiu repetidamente à Meredith como "sua pessoa". Isso levou as dias a serem apelidadas de "the twisted sisters". No final da terceira temporada, a dupla entrou em "lua de mel" juntas, e Rhimes chamou de seu detalhe favorito do episódio final.
A New York Magazine escreveu sobre o personagem: "Provavelmente não há mulher na TV no momento mais dedicada à sua carreira do que Cristina. Tem sido sua característica definidora". Falando sobre o aborto de Yang na oitava temporada, Rhimes explicou que pretendia que Yang fizesse um aborto já na segunda temporada, mas mudou com uma gravidez ectópica por sugestão de um de seus escritores, porque "isso era muito mais interessante, em termos de história." Quanto ao aborto na oitava temporada, Rhimes comentou: "Eu realmente queria que Cristina Yang permanecesse fiel a quem é Cristina Yang. E eu sinto que esse é um personagem que nunca quis realmente ser mãe.
Discutindo seu relacionamento na tela com Yang, McKidd disse: "Não será fácil para eles. O que eu li quando li o roteiro da estreia da temporada, e essa é apenas a minha opinião, é que eram duas pessoas muito analíticas, Owen e Cristina. Eles são muito parecidos, de certa forma, como pessoas. Duas pessoas analíticas se vêem sobre uma sala de emergência lotada e seus olhos se encontram." Sobre o tema dos triunfos e desafios de Yang na oitava temporada, Oh disse: "Foi um ano extremamente desafiador que teve muitos altos e baixos, desafiadores e emocionantes. Filmaríamos todas as nossas cenas por um dia ou dois seguidos, e isso foi extremamente desafiador, porque emocional e fisicamente se torna realmente exaustivo ".
Oh disse sobre as expressões de emoções de Yang durante a oitava temporada: "Você a vê expressar suas emoções com apenas duas pessoas: sua melhor amiga Meredith e seu marido Owen." Embora o casamento dos personagens seja testado, McKidd relatou ao The Hollywood Reporter: "Eu acho que eles são feitos um para o outro. Tenho fé em Cristina e Owen, mesmo que elas sejam os lugares mais sombrios de todos os casais do programa. Vai piorar, mas vai melhorar em breve."

## Recepção

### Avaliações

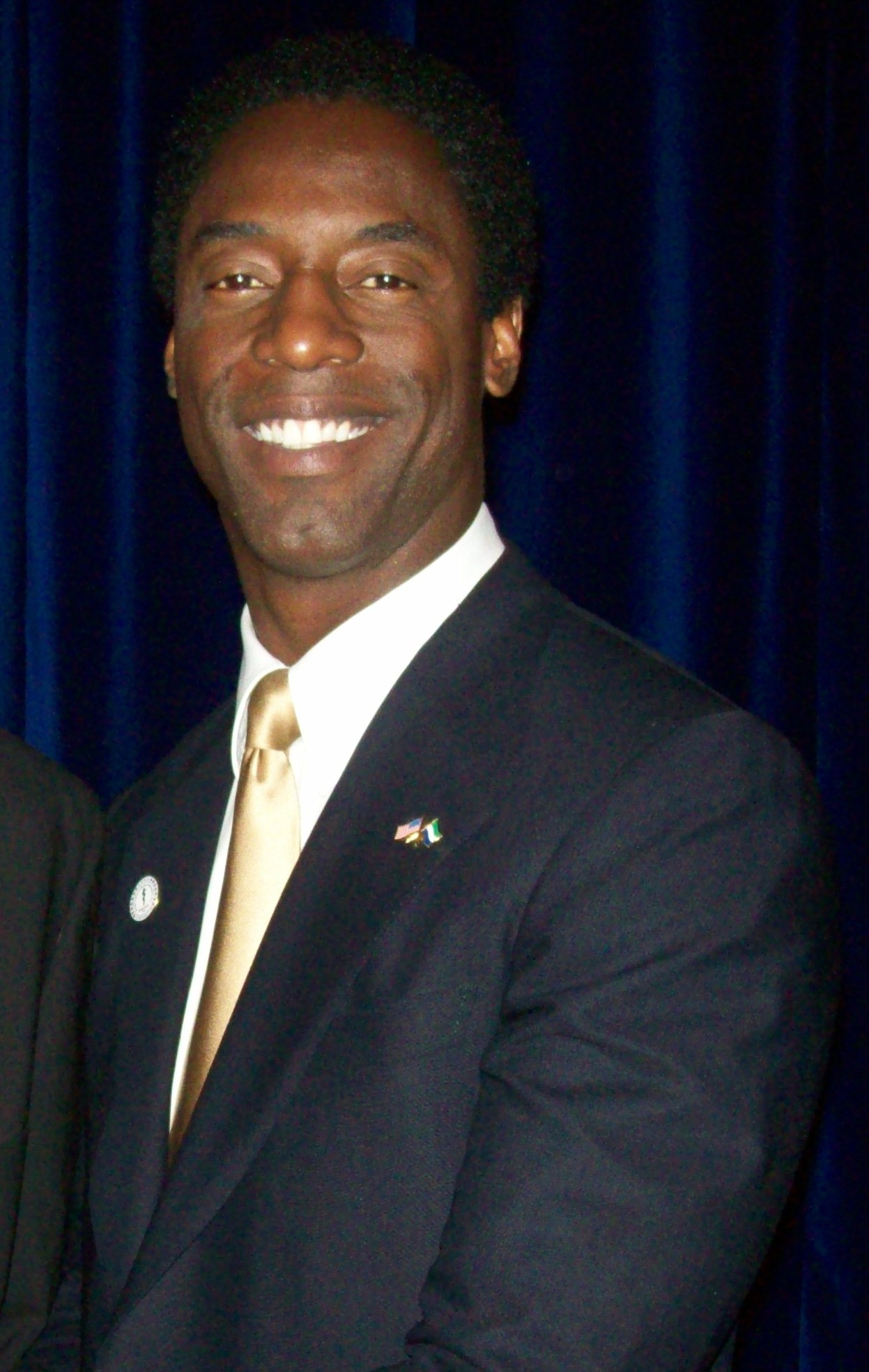
O relacionamento do personagem de Isaiah Washington com Yang foi recebido positivamente.

O personagem foi bem recebido pelos críticos no momento de seu início e, à medida que a série prosseguia, as críticas se tornaram cada vez mais positivas e Cristina se tornou um personagem icônico, não apenas para Grey's, mas para a própria televisão. Kelli Catana, do The Huffington Post, nomeou Yang "o melhor personagem maldito" da série. Yang apareceu na lista do Comcast dos mais intrigantes personagens da TV, com o site comentando que ela é 'um fator envolvente ainda cômico para horário nobre em Grey's Anatomy. A Philadelphia Magazine incluiu Yang em sua lista dos "10 melhores médicos na televisão". No entanto, o mesmo periódico a listou como uma das "As 12 mulheres mais irritantes da TV". Mark Perigard, do Boston Herald, considera sua amizade com Meredith "o núcleo secreto da maior contribuição de Grey's e talvez a criadora Shonda Rhimes para o horário nobre". O escritor do Huffington Post Kelli Catana, concordou, dizendo: "o relacionamento Meredith/Yang é provavelmente a amizade mais verdadeira da televisão". A amizade delas foi listado no "Top 20: Melhores BFFs da TV" do AOL Tv e no "30 Melhores Bromances/Gal Pals da TV" do Entertainment Weekly. Yahoo! Vozes também colocou Yang em sua lista dos "Melhores amigos mais leais da TV de todos os tempos". A escritora do Television Without Pity, Lauren Shotwell, afirmou que Yang é "a única desses cinco [residentes] que costuma atuar como um médico de verdade".
O relacionamento de Yang com Burke foi recebido positivamente; foi considerado como "um dos relacionamentos mais interessantes do programa". Da mesma forma, o Orange County Register escreveu que o romance se tornou "uma das atrações mais emocionantes e engraçadas de Grey's Anatomy ". O UGO.com colocou seu rompimento em sua lista dos mais horríveis rompimentos na TV. Em 2009, Monfette disse sobre o relacionamento de Yang com Owen: "As interações de [Hunt] com Cristina eram perfeitamente equilibradas para um drama ideal, nunca juntas e nunca separadas por tanto tempo que as idas e vindas se tornaram frustrantes. Os telespectadores podiam ver claramente um abrandamento da Cristina, tipicamente dura, uma mudança agradável para o que havia se tornado um personagem de uma nota."
Jennifer Armstrong, da Entertainment Weekly, também elogiou o par, especialmente em "Elevator Love Letter", dizendo: "Por mais bons que tenham sido em estimular o romance entre Owen e Cristina, Kevin McKidd e Sandra Oh trouxeram a consideração do Emmy hoje à noite de cena 1." Ela também acrescentou: "Adorei ver Cristina pelo menos tentar ficar ao lado do homem". No casamento de Yang e Owen, Armstrong disse: "Ainda bem que fizemos um descarte limpo do triângulo amoroso de Teddy-Owen-Cristina, quando ele brincou com Teddy: "Ouvi dizer que há um cara", e ela disse que estava feliz por ele." Ela também elogiou a cena da proposta de Owen, dando-lhe um "A". Mais tarde, ela elogiou o casamento, dizendo: "Estou absolutamente amando o vínculo entre as duas mulheres mais forte do que nunca nesta temporada. É porque ambos estão casados agora? Apenas crescendo? Seja como for, é o oposto do status irritantemente inconstante de Blair e Serena em Gossip Girl"
A New York Magazine elogiou a história do aborto, dizendo que o programa "era corajoso o suficiente para fazer o que quase nenhuma outra série fará: mostrar esse procedimento médico totalmente legal na TV" e que o aborto era "a única resolução plausível" para Yang. gravidez. Tanner Stransky, também da Entertainment Weekly, disse sobre as ações de Yang após o caso de Owen: "Parece alternadamente bobo e não bobo, quando você realmente pensa sobre isso". Robert Bianco, do USA Today, elogiou as histórias de Yang na oitava temporada, dizendo: "Suas histórias estão efetivamente ligadas às de um paciente cuja capacidade de avançar é complicada por uma resposta complexa a um passado hediondo". A escritora do HitFix, Liane Bonin Starr, aplaudiu a breve partida de Yang do Seattle Grace para a Mayo Clinic na nona temporada, o que foi "interessante", pois "nos mostrou um novo lado dela - e após tantas temporadas, essa foi uma boa ideia".
A relação entre Meredith e Cristina foi aclamada e foi um dos destaques do show. Mark Perigard, do Boston Herald, considerou a amizade "o núcleo secreto de Grey". Aisha Harris, da Slate, chamou sua relação de Melhor Amizade Feminina na TV, acrescentando que "Com esses dois personagens, a apresentadora Shonda Rhimes e sua equipe de escritores criaram um dos retratos mais sutis e realistas da amizade feminina na televisão". Samantha Highfill, da Entertainment Weekly, chamou Cristina e Meredith de melhores amigas na TV porque "elas não tentam ser". Não há nada falso nelas, o que é uma raridade na maneira como as amigas são retratadas na televisão. Ela continuou a chamá-los de 'almas gêmeas', "E mesmo que eles nunca ousassem se irritar o suficiente para dizer isso, elas são almas gêmeas. Margaret Lyons, da Vulture, chamou a amizade de "relacionamento dos sonhos com a melhor amiga" e o foco principal do programa, "Um dos cartões de visita da série tem sido a representação da amizade feminina e, principalmente, o primado que a amizade desfrutava sobre os relacionamentos românticos".
E! no momento da saída de Sandra Oh escreveu: "Em 10 anos de história em Grey's Anatomy, a dupla de médicas passou por muita coisa juntas: casamentos, mortes, acidentes de avião, ameaças de bomba, tiro, [...] " e acrescentou: "E com as três palavras: "Você é minha pessoa." Cristina Yang e Meredith Grey solidificaram seu status de melhores amigas da tela pequena de todos os tempos. "

### Prêmios

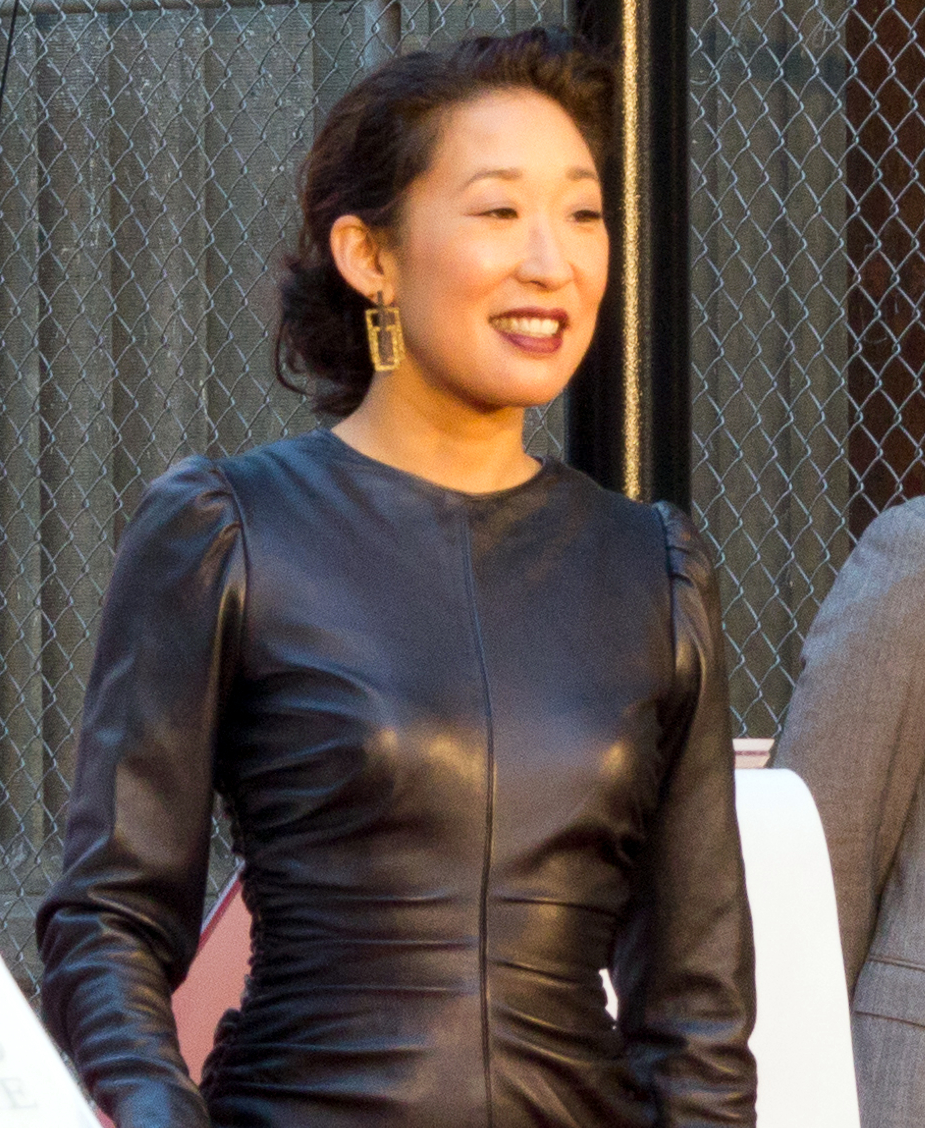
Oh recebeu cinco indicações diretas no Primetime Emmy Awards de 2005 a 2009.

Oh recebeu inúmeros prêmios e indicações por seu retrato de Yang. Em 2005, ela foi indicada ao Primetime Emmy Award de Melhor Atriz Coadjuvante em uma série dramática, pela qual foi indicada todos os anos até 2009. Também em 2005, foi nomeada para Melhor Atriz Coadjuvante - Série, Minissérie ou Filme de Televisão no 10º Satellite Awards. No ano seguinte, o elenco ganhou o Satellite Award de Melhor Elenco - Série de Televisão. Em 2006, Oh ganhou o prêmio de Melhor Atriz Coadjuvante - Série, Minissérie ou Filme de Televisão no 63º Golden Globe Awards. Em 2006, o elenco foi nomeado para o Screen Actors Guild Award de melhor elenco de série dramática, que eles venceram em 2007 e foram nomeados novamente no ano seguinte. Também no 12º Screen Actors Guild Awards, Oh ganhou o prêmio de Melhor atriz em série dramática. Em 2010, Oh foi nomeada para Melhor Atriz em Série Dramática no 41º NAACP Image Awards, no qual foi indicada novamente em 2012, e em 2011, foi indicada como Atriz Coadjuvante em Série Dramática no 42º NAACP Image Awards. Em 2011, Oh foi nomeada para Atriz de Drama de TV Favorita e Médico de TV Favorita no 37º People's Choice Awards, um prêmio que foi indicada novamente anos depois no 40º People's Choice Awards e também no ano seguinte no 41º People's Choice Awards. Ela também foi indicada ao lado de Pompeo para a categoria Favorite TV Gal Pals.